# 24h Le Mans 1991

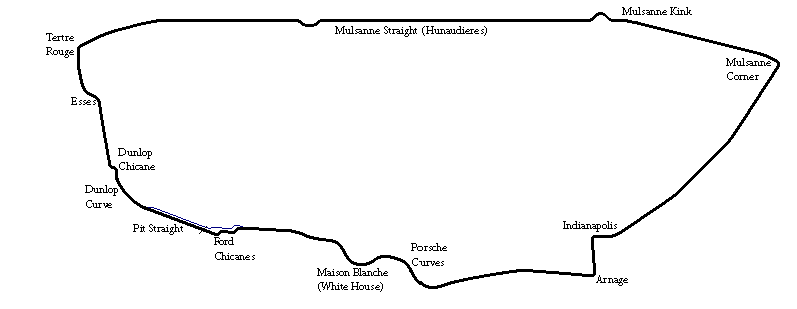
Tor Circuit de la Sarthe

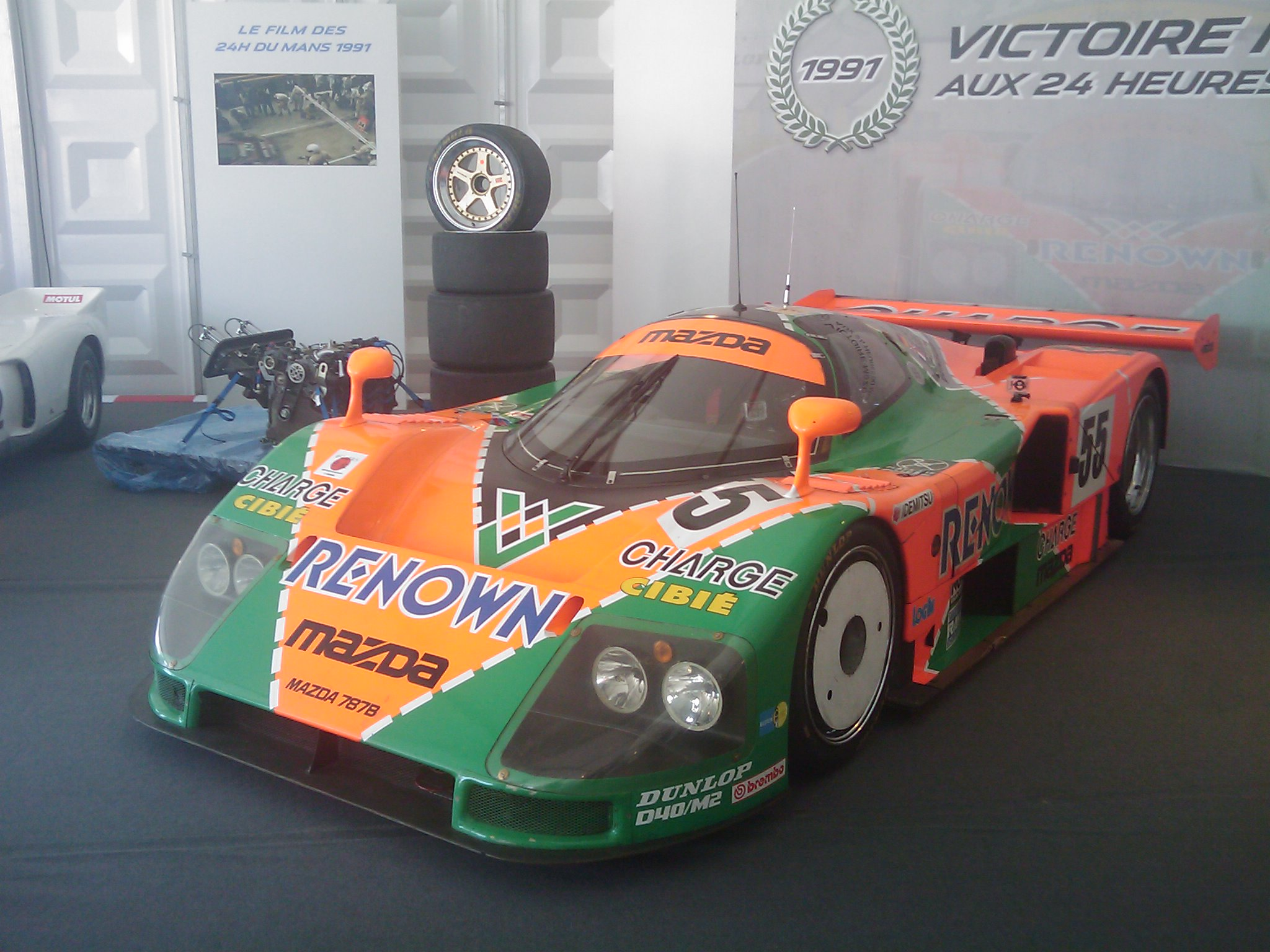
Mazda 787B – zwycięzca wyścigu

24h Le Mans 1991 – 24–godzinny wyścig rozegrany na torze Circuit de la Sarthe w dniach 22–23 czerwca 1991 roku.

## Wyniki
Źródło: experiencelemans.com
| Poz.  | Klasa | Nr | Zespół                                                       | Kierowcy                                                | Nadwozie                           | Opony | Okr. |
| Poz.  | Klasa | Nr | Zespół                                                       | Kierowcy                                                | Silnik                             | Opony | Okr. |
| ----- | ----- | -- | ------------------------------------------------------------ | ------------------------------------------------------- | ---------------------------------- | ----- | ---- |
| 1     | C2    | 55 | Mazdaspeed Co. Ltd.                                          | Volker Weidler Johnny Herbert Bertrand Gachot           | Mazda 787B                         | D     | 362  |
| 1     | C2    | 55 | Mazdaspeed Co. Ltd.                                          | Volker Weidler Johnny Herbert Bertrand Gachot           | Mazda R26B 2.6L 4-Rotor            | D     | 362  |
| 2     | C2    | 35 | Silk Cut Jaguar Tom Walkinshaw Racing                        | Davy Jones Raúl Boesel Michel Ferté                     | Jaguar XJR-12                      | G     | 360  |
| 2     | C2    | 35 | Silk Cut Jaguar Tom Walkinshaw Racing                        | Davy Jones Raúl Boesel Michel Ferté                     | Jaguar 7.4L V12                    | G     | 360  |
| 3     | C2    | 34 | Silk Cut Jaguar Tom Walkinshaw Racing                        | Bob Wollek Teo Fabi Kenny Acheson                       | Jaguar XJR-12                      | G     | 358  |
| 3     | C2    | 34 | Silk Cut Jaguar Tom Walkinshaw Racing                        | Bob Wollek Teo Fabi Kenny Acheson                       | Jaguar 7.4L V12                    | G     | 358  |
| 4     | C2    | 33 | Silk Cut Jaguar Tom Walkinshaw Racing                        | Derek Warwick John Nielsen Andy Wallace                 | Jaguar XJR-12                      | G     | 356  |
| 4     | C2    | 33 | Silk Cut Jaguar Tom Walkinshaw Racing                        | Derek Warwick John Nielsen Andy Wallace                 | Jaguar 7.4L V12                    | G     | 356  |
| 5     | C2    | 31 | Team Sauber Mercedes                                         | Karl Wendlinger Michael Schumacher Fritz Kreutzpointner | Mercedes-Benz C11                  | G     | 355  |
| 5     | C2    | 31 | Team Sauber Mercedes                                         | Karl Wendlinger Michael Schumacher Fritz Kreutzpointner | Mercedes-Benz M119 5.0L Turbo V8   | G     | 355  |
| 6     | C2    | 18 | Mazdaspeed Co. Ltd. Oreca                                    | Dave Kennedy Stefan Johansson Maurizio Sandro Sala      | Mazda 787B                         | D     | 355  |
| 6     | C2    | 18 | Mazdaspeed Co. Ltd. Oreca                                    | Dave Kennedy Stefan Johansson Maurizio Sandro Sala      | Mazda R26B 2.6L 4-Rotor            | D     | 355  |
| 7     | C2    | 58 | Konrad Motorsport Joest Porsche Racing                       | Hans-Joachim Stuck Derek Bell Frank Jelinski            | Porsche 962C                       | G     | 347  |
| 7     | C2    | 58 | Konrad Motorsport Joest Porsche Racing                       | Hans-Joachim Stuck Derek Bell Frank Jelinski            | Porsche Type-935 3.2L Turbo Flat-6 | G     | 347  |
| 8     | C2    | 56 | Mazdaspeed Co. Ltd. Oreca                                    | Pierre Dieudonné Takashi Yorino Yōjirō Terada           | Mazda 787                          | D     | 346  |
| 8     | C2    | 56 | Mazdaspeed Co. Ltd. Oreca                                    | Pierre Dieudonné Takashi Yorino Yōjirō Terada           | Mazda R26B 2.6L 4-Rotor            | D     | 346  |
| 9     | C2    | 11 | Porsche Kremer Racing                                        | Manuel Reuter Harri Toivonen JJ Lehto                   | Porsche 962CK6                     | Y     | 343  |
| 9     | C2    | 11 | Porsche Kremer Racing                                        | Manuel Reuter Harri Toivonen JJ Lehto                   | Porsche Type-935 3.2L Turbo Flat-6 | Y     | 343  |
| 10    | C2    | 17 | Repsol Brun Motorsport                                       | Oscar Larrauri Jesús Pareja Walter Brun                 | Porsche 962C                       | Y     | 338  |
| 10    | C2    | 17 | Repsol Brun Motorsport                                       | Oscar Larrauri Jesús Pareja Walter Brun                 | Porsche Type-935 3.2L Turbo Flat-6 | Y     | 338  |
| 11    | C2    | 12 | Courage Compétition                                          | François Migault Lionel Robert Jean-Daniel Raulet       | Cougar C26S                        | G     | 331  |
| 11    | C2    | 12 | Courage Compétition                                          | François Migault Lionel Robert Jean-Daniel Raulet       | Porsche Type-935 3.0L Turbo Flat-6 | G     | 331  |
| 12    | C1    | 41 | Euro Racing Team Fedco                                       | Kiyoshi Misaki Hisashi Yokoshima Naoki Nagasaka         | Spice SE90C                        | G     | 326  |
| 12    | C1    | 41 | Euro Racing Team Fedco                                       | Kiyoshi Misaki Hisashi Yokoshima Naoki Nagasaka         | Ford Cosworth DFZ 3.5L V8          | G     | 326  |
| 13 NS | C2    | 53 | Team Salamin Primagaz Team Schuppan                          | Hurley Haywood James Weaver Wayne Taylor                | Porsche 962C                       | D     | 316  |
| 13 NS | C2    | 53 | Team Salamin Primagaz Team Schuppan                          | Hurley Haywood James Weaver Wayne Taylor                | Porsche Type-935 3.0L Turbo Flat-6 | D     | 316  |
| 14 NS | C1    | 43 | Euro Racing PC Automotive                                    | Richard Piper Olindo Iacobelli Jean-Louis Ricci         | Spice SE89C                        | G     | 280  |
| 14 NS | C1    | 43 | Euro Racing PC Automotive                                    | Richard Piper Olindo Iacobelli Jean-Louis Ricci         | Ford Cosworth DFZ 3.5L V8          | G     | 280  |
| 15 NS | C2    | 15 | Veneto Equipe                                                | Luigi Giorgio Almo Coppelli                             | Lancia LC2                         | D     | 111  |
| 15 NS | C2    | 15 | Veneto Equipe                                                | Luigi Giorgio Almo Coppelli                             | Ferrari 308C 3.0L Turbo V8         | D     | 111  |
| 16 NU | C2    | 1  | Team Sauber Mercedes                                         | Jean-Louis Schlesser Jochen Mass Alain Ferté            | Mercedes-Benz C11                  | G     | 319  |
| 16 NU | C2    | 1  | Team Sauber Mercedes                                         | Jean-Louis Schlesser Jochen Mass Alain Ferté            | Mercedes-Benz M119 5.0L Turbo V8   | G     | 319  |
| 17 NU | C2    | 49 | Courage Compétition Trust Racing                             | Steven Andskär George Fouché                            | Porsche 962C                       | D     | 316  |
| 17 NU | C2    | 49 | Courage Compétition Trust Racing                             | Steven Andskär George Fouché                            | Porsche Type-935 3.2L Turbo Flat-6 | D     | 316  |
| 18 NS | C2    | 47 | Courage Compétition                                          | Michel Trollé Claude Bourbonnais Marco Brand            | Cougar C26S                        | G     | 293  |
| 18 NS | C2    | 47 | Courage Compétition                                          | Michel Trollé Claude Bourbonnais Marco Brand            | Porsche Type-935 3.0L Turbo Flat-6 | G     | 293  |
| 19 NU | C2    | 51 | Team Salamin Primagaz Obermaier Racing                       | Jürgen Lässig Pierre Yver Otto Altenbach                | Porsche 962C                       | G     | 232  |
| 19 NU | C2    | 51 | Team Salamin Primagaz Obermaier Racing                       | Jürgen Lässig Pierre Yver Otto Altenbach                | Porsche Type-935 3.2L Turbo Flat-6 | G     | 232  |
| 20 NU | C2    | 32 | Team Sauber Mercedes                                         | Jonathan Palmer Stanley Dickens Kurt Thiim              | Mercedes-Benz C11                  | G     | 223  |
| 20 NU | C2    | 32 | Team Sauber Mercedes                                         | Jonathan Palmer Stanley Dickens Kurt Thiim              | Mercedes-Benz M119 5.0L Turbo V8   | G     | 223  |
| 21 NU | C2    | 52 | Team Salamin Primagaz Team Schuppan                          | Eje Elgh Roland Ratzenberger Will Hoy                   | Porsche 962C                       | D     | 202  |
| 21 NU | C2    | 52 | Team Salamin Primagaz Team Schuppan                          | Eje Elgh Roland Ratzenberger Will Hoy                   | Porsche Type-935 3.0L Turbo Flat-6 | D     | 202  |
| 22 NU | C2    | 57 | Konrad Motorsport Joest Porsche Racing                       | Louis Krages Bernd Schneider Henri Pescarolo            | Porsche 962C                       | G     | 197  |
| 22 NU | C2    | 57 | Konrad Motorsport Joest Porsche Racing                       | Louis Krages Bernd Schneider Henri Pescarolo            | Porsche Type-935 3.2L Turbo Flat-6 | G     | 197  |
| 23 NU | C2    | 36 | TWR Suntec Jaguar                                            | David Leslie Mauro Martini Jeff Krosnoff                | Jaguar XJR-12                      | G     | 183  |
| 23 NU | C2    | 36 | TWR Suntec Jaguar                                            | David Leslie Mauro Martini Jeff Krosnoff                | Jaguar 7.4L V12                    | G     | 183  |
| 24 NU | C1    | 39 | Graff Racing Automobiles Louis Descartes                     | Jean-Philippe Grand Michel Maisonneuve Xavier Lapeyre   | Spice SE89C                        | G     | 163  |
| 24 NU | C1    | 39 | Graff Racing Automobiles Louis Descartes                     | Jean-Philippe Grand Michel Maisonneuve Xavier Lapeyre   | Ford Cosworth DFZ 3.5L V8          | G     | 163  |
| 25 NU | C2    | 16 | Repsol Brun Motorsport                                       | Harald Huysman Robbie Stirling Bernard Santal           | Porsche 962C                       | Y     | 138  |
| 25 NU | C2    | 16 | Repsol Brun Motorsport                                       | Harald Huysman Robbie Stirling Bernard Santal           | Porsche Type-935 3.2L Turbo Flat-6 | Y     | 138  |
| 26 NU | C2    | 45 | Euro Racing Chamberlain Engineering                          | Nick Adams Robin Donovan Richard Jones                  | Spice SE89C                        | G     | 128  |
| 26 NU | C2    | 45 | Euro Racing Chamberlain Engineering                          | Nick Adams Robin Donovan Richard Jones                  | Ford Cosworth DFZ 3.5L V8          | G     | 128  |
| 27 NU | C2    | 14 | Team Salamin Primagaz                                        | Antoine Salamin Max Cohen-Olivar Marcel Tarrès          | Porsche 962C                       | G     | 101  |
| 27 NU | C2    | 14 | Team Salamin Primagaz                                        | Antoine Salamin Max Cohen-Olivar Marcel Tarrès          | Porsche Type-935 3.2L Turbo Flat-6 | G     | 101  |
| 28 NU | C2    | 21 | Konrad Motorsport                                            | Franz Konrad Anthony Reid Pierre-Alain Lombardi         | Porsche 962C                       | Y     | 98   |
| 28 NU | C2    | 21 | Konrad Motorsport                                            | Franz Konrad Anthony Reid Pierre-Alain Lombardi         | Porsche Type-935 3.2L Turbo Flat-6 | Y     | 98   |
| 29 NU | C2    | 50 | Courage Compétition Alméras Freres                           | Jacques Alméras Jean-Marie Alméras Pierre de Thoisy     | Porsche 962C                       | G     | 86   |
| 29 NU | C2    | 50 | Courage Compétition Alméras Freres                           | Jacques Alméras Jean-Marie Alméras Pierre de Thoisy     | Porsche Type-935 3.0L Turbo Flat-6 | G     | 86   |
| 30 NU | C1    | 44 | Euro Racing Chamberlain Engineering                          | John Sheldon Ferdinand de Lesseps Charles Rickett       | Spice SE89C                        | G     | 85   |
| 30 NU | C1    | 44 | Euro Racing Chamberlain Engineering                          | John Sheldon Ferdinand de Lesseps Charles Rickett       | Ford Cosworth DFZ 3.5L V8          | G     | 85   |
| 31 NU | C1    | 8  | Euro Racing                                                  | Cor Euser Charles Zwolsman Tim Harvey                   | Spice SE90C                        | G     | 72   |
| 31 NU | C1    | 8  | Euro Racing                                                  | Cor Euser Charles Zwolsman Tim Harvey                   | Ford Cosworth DFZ 3.5L V8          | G     | 72   |
| 32 NU | C1    | 6  | Peugeot Talbot Sport                                         | Keke Rosberg Yannick Dalmas Pierre-Henri Raphanel       | Peugeot 905                        | M     | 68   |
| 32 NU | C1    | 6  | Peugeot Talbot Sport                                         | Keke Rosberg Yannick Dalmas Pierre-Henri Raphanel       | Peugeot SA35 3.5L V10              | M     | 68   |
| 33 NU | C1    | 40 | Euro Racing A.O. Racing                                      | Lyn St. James Desiré Wilson Cathy Muller                | Spice SE90C                        | D     | 47   |
| 33 NU | C1    | 40 | Euro Racing A.O. Racing                                      | Lyn St. James Desiré Wilson Cathy Muller                | Ford Cosworth DFZ 3.5L V8          | D     | 47   |
| 34 NU | C2    | 13 | Courage Compétition                                          | Johnny Dumfries Anders Olofsson Thomas Danielsson       | Cougar C26S                        | G     | 45   |
| 34 NU | C2    | 13 | Courage Compétition                                          | Johnny Dumfries Anders Olofsson Thomas Danielsson       | Porsche Type-935 3.0L Turbo Flat-6 | G     | 45   |
| 35 NU | C1    | 37 | Automobiles Louis Descartes Racing Organization Course (ROC) | Bernard Thuner Pascal Fabre                             | ROC 002                            | G     | 38   |
| 35 NU | C1    | 37 | Automobiles Louis Descartes Racing Organization Course (ROC) | Bernard Thuner Pascal Fabre                             | Ford Cosworth DFR 3.5L V8          | G     | 38   |
| 36 NU | C1    | 5  | Peugeot Talbot Sport                                         | Mauro Baldi Philippe Alliot Jean-Pierre Jabouille       | Peugeot 905                        | M     | 22   |
| 36 NU | C1    | 5  | Peugeot Talbot Sport                                         | Mauro Baldi Philippe Alliot Jean-Pierre Jabouille       | Peugeot SA35 3.5L V10              | M     | 22   |
| 37 NU | C2    | 46 | Porsche Kremer Racing                                        | Tomás López Gregor Foitek Tiff Needell                  | Porsche 962CK6                     | Y     | 18   |
| 37 NU | C2    | 46 | Porsche Kremer Racing                                        | Tomás López Gregor Foitek Tiff Needell                  | Porsche Type-935 3.2L Turbo Flat-6 | Y     | 18   |
| 38 NU | C1    | 7  | Automobiles Louis Descartes                                  | Philippe de Henning Luigi Taverna Patrick Gonin         | ALD C91                            | G     | 16   |
| 38 NU | C1    | 7  | Automobiles Louis Descartes                                  | Philippe de Henning Luigi Taverna Patrick Gonin         | Ford Cosworth DFR 3.5L V8          | G     | 16   |
| NW    | C2    | 59 | Konrad Motorsport Joest Porsche Racing                       | Franz Konrad Jürgen Barth                               | Porsche 962C                       | G     | -    |
| NW    | C2    | 59 | Konrad Motorsport Joest Porsche Racing                       | Franz Konrad Jürgen Barth                               | Porsche Type-935 3.0L Turbo Flat-6 | G     | -    |
| NW    | C1    | 4  | Silk Cut Jaguar Tom Walkinshaw Racing                        | Teo Fabi Kenny Acheson Andy Wallace                     | Jaguar XJR-14                      | G     | -    |
| NW    | C1    | 4  | Silk Cut Jaguar Tom Walkinshaw Racing                        | Teo Fabi Kenny Acheson Andy Wallace                     | Jaguar Cosworth HB 3.5L V8         | G     | -    |
| NZ    | C2    | 48 | Courage Compétition                                          | Chris Hodgetts Andrew Hepworth Thierry Lacerf           | Cougar C24S                        | G     | -    |
| NZ    | C2    | 48 | Courage Compétition                                          | Chris Hodgetts Andrew Hepworth Thierry Lacerf           | Porsche Type-935 3.0L Turbo Flat-6 | G     | -    |
| NZ    | C1    | 2  | Team Sauber Mercedes                                         | Karl Wendlinger Michael Schumacher Fritz Kreutzpointner | Mercedes-Benz C291                 | G     | -    |
| NZ    | C1    | 2  | Team Sauber Mercedes                                         | Karl Wendlinger Michael Schumacher Fritz Kreutzpointner | Mercedes-Benz M291 3.5L Flat-12    | G     | -    |
| NZ    | C2    | 42 | Euro Racing                                                  | Justin Bell Shunji Kasuya                               | Spice SE88P                        | G     | -    |
| NZ    | C2    | 42 | Euro Racing                                                  | Justin Bell Shunji Kasuya                               | Ferrari 308C 3.5L Turbo V8         | G     | -    |
| NZ    | C2    | 54 | Team Salamin Primagaz Team Davey                             | Katsunori Iketani Mercedes Stermitz Val Musetti         | Porsche 962C                       | G     | -    |
| NZ    | C2    | 54 | Team Salamin Primagaz Team Davey                             | Katsunori Iketani Mercedes Stermitz Val Musetti         | Porsche Type-935 3.2L Turbo Flat-6 | G     | -    |